# Abdul Latif Abdullah Ibrahim al-Maimanee
Abdul Latif Abdullah Ibrahim al-Maimanee (arabisch عبد اللطيف عبد الله إبراهيم الميمني, DMG ʿAbd al-Laṭīf ʿAbd Allāh Ibrāhīm al-Maimanī; * 1939 in Dschidda; † 7. Oktober 2016 ebenda) war ein saudischer Diplomat, Kolumnist und Chefredakteur der Saudi Gazette.

## Studium
Er erhielt einen Bachelor der Politikwissenschaft von der Universität Kairo und einen Master der Volkswirtschaft von der American University, Washington, D.C.

## Werdegang
Er trat in den auswärtigen Dienst, wurde im Außenministerium in Dschidda, und in Tokio beschäftigt. Er wurde zum Gesandtschaftssekretär dritter Klasse in Washington, D.C. ernannt.
Er war Mitglied des Saudi Economic Joint Committee, nahm an der siebten UN-Sondersitzung teil. Er war Gesandtschaftsrat bei der vierten UN-Handels- und Entwicklungskonferenz. Er war danach an der Mission beim Büro der Vereinten Nationen in Genf beschäftigt. Als bevollmächtigter Gesandter leitete er die Wirtschaftsabteilung in Riad. Von 12. November 1984 bis 1994 war er außerordentlicher und bevollmächtigter Botschafter des Königreichs Saudi-Arabien in Dhaka, Volksrepublik Bangladesch, wo er im Oktober 1989 Doyen des diplomatischen Korps wurde. Ab 1986 war er mit Sitz in Dhaka auch in Kathmandu als Botschafter akkreditiert. Sein Geschäftsträger in Dhakar, Ali Al-Ghamdi verfasste seinen Nachruf.
Von 1996 bis 1998 war er Botschafter in Teheran.

## Veröffentlichungen
- Arab Oil in World Politics (Arabisches Öl in der Weltpolitik, Diplomarbeit)
- Who pulls sun (Wer Sonne zieht, Roman).
- schrieb regelmäßig in der Tageszeitung Okaz in Riad, in welcher er auch eine wöchentliche Kolumne verfasste.[2]